# Tom Rafferty
Thomas Michael Rafferty (Syracuse, 2 de agosto de 1954 – Windsor, 5 de junho de 2025) foi um jogador profissional de futebol americano estadunidense.

## Carreira
Tom Rafferty foi campeão da temporada de 1977 da National Football League jogando pelo Dallas Cowboys.

## Morte
Rafferty morreu no dia 5 de junho de 2025, aos 70 anos, por decorrência de um AVC.